# Ministre de Treball, Empresa i Innovació

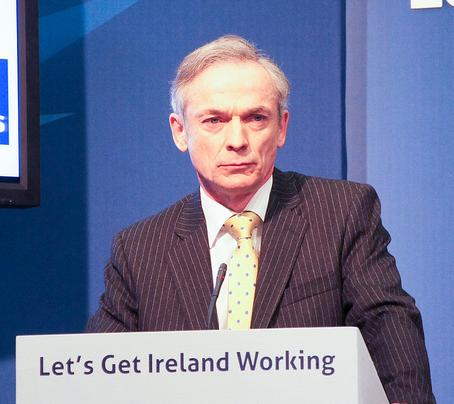
Richard Bruton

El Ministre de Treball, Empresa i Innovació (gaèlic irlandès An tAire Post, Fiontar agus Nuálaíochta) és el principal ministre del Departament de Treball, Empresa i Innovació al Govern d'Irlanda.
L'actual Ministre de Treball, Empresa i Innovació és Richard Bruton, TD. És assistit per:
- John Perry, TD –  Ministre d'Estat per a la Petita Empresa
- Seán Sherlock, TD – Ministre d'Estat per a la Recerca i la Innovació

## Descripció
El ministre encapçala un dels departaments econòmics més importants del Govern irlandès, responsable de l'aplicació de la política en cinc àrees clau: empresa, innovació i creixement; qualitat, treball i aprenentatge; recerca de mercats i millor reglamentació laboral; i la Unió Europea. Un gran element de la tasca del Departament sorgeix de la pertinença de la República a una sèrie d'organitzacions internacionals, en particular la Unió Europea i l'Organització Mundial del Comerç. El departament té un paper actiu en el desenvolupament de polítiques de l'OMC i de la UE, en particular per assegurar que es protegeixin els interessos de la República. El Departament està organitzat en cinc divisions:
- Direcció d'Innovació i Inversió
- Empresa i Comerç
- Comerç, Divisió de Consum i Competència
- Divisió de Relacions Laborals i Drets Laborals
- Serveis Corporatius

## Llista de titulars del càrrec
| Director de Comerç 1919–1921                          |                            |                        |                        |        |                       |
| Núm.                                                  | Nom                        | Mandat                 | Mandat                 | Partit | Partit                |
| 1.                                                    | Ernest Blythe              | 17 de juny de 1919     | 26 d'agost de 1921     |        | Sinn Féin             |
| Secretari de Comerç 1921–1922                         |                            |                        |                        |        |                       |
| Núm.                                                  | Nom                        | Mandat                 | Mandat                 | Partit | Partit                |
|                                                       | Ernest Blythe              | 26 d'agost de 1921     | 11 de gener de 1922    |        | Sinn Féin             |
| Ministre de Comerç 1922                               |                            |                        |                        |        |                       |
| Núm.                                                  | Nom                        | Mandat                 | Mandat                 | Partit | Partit                |
|                                                       | Ernest Blythe              | 11 de gener de 1922    | 30 d'agost de 1922     |        | Pro-Treaty Sinn Féin  |
| Ministre d'Indústria i Comerç 1922–1977               |                            |                        |                        |        |                       |
| Núm.                                                  | Nom                        | Mandat                 | Mandat                 | Partit | Partit                |
| 2.                                                    | Joseph McGrath             | 30 d'agost de 1922     | 7 de març de 1924      |        | Cumann na nGaedheal   |
| 3.                                                    | Patrick McGilligan         | 4 d'abril de 1924      | 9 de març de 1932      |        | Cumann na nGaedheal   |
| 4.                                                    | Seán Lemass (1r cop)       | 9 de març de 1932      | 16 de setembre de 1939 |        | Fianna Fáil           |
| 5.                                                    | Seán MacEntee              | 16 de setembre de 1939 | 18 d'agost de 1941     |        | Fianna Fáil           |
|                                                       | Seán Lemass (2n cop)       | 18 d'agost de 1941     | 18 de febrer de 1948   |        | Fianna Fáil           |
| 6.                                                    | Daniel Morrissey           | 18 de febrer de 1948   | 7 de març de 1951      |        | Fine Gael             |
| 7.                                                    | Thomas F. O'Higgins        | 7 de març de 1951      | 13 de juny de 1951     |        | Fine Gael             |
|                                                       | Seán Lemass (3r cop)       | 13 de juny de 1951     | 2 de juny de 1954      |        | Fianna Fáil           |
| 8.                                                    | William Norton             | 2 de juny de 1954      | 20 de març de 1957     |        | Labour Party          |
|                                                       | Seán Lemass (4t cop)       | 20 de març de 1957     | 23 de juny de 1959     |        | Fianna Fáil           |
| 9.                                                    | Jack Lynch                 | 23 de juny de 1959     | 21 d'abril de 1965     |        | Fianna Fáil           |
| 10.                                                   | Patrick Hillery            | 21 d'abril de 1965     | 13 de juliol de 1966   |        | Fianna Fáil           |
| 11.                                                   | George Colley              | 13 de juliol de 1966   | 9 de maig de 1970      |        | Fianna Fáil           |
| 12.                                                   | Patrick Lalor              | 9 de maig de 1970      | 14 de març de 1973     |        | Fianna Fáil           |
| 13.                                                   | Justin Keating             | 14 de març de 1973     | 5 de juliol de 1977    |        | Labour Party          |
| 14.                                                   | Desmond O'Malley (1r cop)  | 5 de juliol de 1977    | 23 de setembre de 1977 |        | Fianna Fáil           |
| Ministre d'Indústria, Comerç i Energia 1977–1980      |                            |                        |                        |        |                       |
| Núm.                                                  | Nom                        | Mandat                 | Mandat                 | Partit | Partit                |
|                                                       | Desmond O'Malley           | 23 de setembre de 1977 | 23 de gener de 1980    |        | Fianna Fáil           |
| Ministre d'Indústria, Comerç i Turisme 1980–1981      |                            |                        |                        |        |                       |
| Núm.                                                  | Nom                        | Mandat                 | Mandat                 | Partit | Partit                |
|                                                       | Desmond O'Malley           | 23 de gener de 1980    | 30 de juny de 1981     |        | Fianna Fáil           |
| 15.                                                   | John Kelly                 | 30 de juny de 1981     | 21 d'agost de 1981     |        | Fine Gael             |
| Ministre de Comerç i Turisme 1981–1983                |                            |                        |                        |        |                       |
| Núm.                                                  | Nom                        | Mandat                 | Mandat                 | Partit | Partit                |
|                                                       | John Kelly                 | 21 d'agost de 1981     | 9 de març de 1982      |        | Fine Gael             |
|                                                       | Desmond O'Malley (2n cop)  | 9 de març de 1982      | 6 d'octubre de 1982    |        | Fianna Fáil           |
| 16.                                                   | Paddy Power                | 7 d'octubre de 1982    | 27 d'octubre de 1982   |        | Fianna Fáil           |
| 17.                                                   | Pádraig Flynn (1r cop)     | 27 d'octubre de 1982   | 14 de desembre de 1982 |        | Fianna Fáil           |
| 18.                                                   | Frank Cluskey              | 14 de desembre de 1982 | 8 de desembre de 1983  |        | Labour Party          |
| 19.                                                   | Garret FitzGerald (interí) | 8 de desembre de 1983  | 13 de desembre de 1983 |        | Fine Gael             |
| 20.                                                   | John Bruton                | 13 de desembre de 1983 | 17 de desembre de 1983 |        | Fine Gael             |
| Minister d'Indústria, Comerç i Turisme 1983–1986      |                            |                        |                        |        |                       |
| Núm.                                                  | Nom                        | Mandat                 | Mandat                 | Partit | Partit                |
|                                                       | John Bruton                | 17 de desembre de 1983 | 14 de febrer de 1986   |        | Fine Gael             |
| 21.                                                   | Michael Noonan             | 14 de febrer de 1986   | 19 de febrer de 1986   |        | Fine Gael             |
| Ministre d'Indústria i Comerç 1986–1993               |                            |                        |                        |        |                       |
| Núm.                                                  | Nom                        | Mandat                 | Mandat                 | Partit | Partit                |
|                                                       | Michael Noonan             | 19 de febrer de 1986   | 10 de març de 1987     |        | Fine Gael             |
| 22.                                                   | Albert Reynolds            | 10 de març de 1987     | 24 de novembre de 1988 |        | Fianna Fáil           |
| 23.                                                   | Ray Burke                  | 24 de novembre de 1988 | 12 de juliol de 1989   |        | Fianna Fáil           |
|                                                       | Desmond O'Malley (3r cop)  | 12 de juliol de 1989   | 4 de novembre de 1992  |        | Progressive Democrats |
|                                                       | Pádraig Flynn (2n cop)     | 5 de novembre de 1992  | 4 de gener de 1993     |        | Fianna Fáil           |
| 24.                                                   | Bertie Ahern               | 4 de gener de 1993     | 12 de gener de 1993    |        | Fianna Fáil           |
| 25.                                                   | Ruairi Quinn               | 12 de gener de 1993    | 21 de gener de 1993    |        | Labour Party          |
| Ministre d'Empreses i Feina 1993–1997                 |                            |                        |                        |        |                       |
| Núm.                                                  | Nom                        | Mandat                 | Mandat                 | Partit | Partit                |
|                                                       | Ruairi Quinn               | 21 de gener de 1993    | 17 de novembre de 1994 |        | Labour Party          |
| 26.                                                   | Charlie McCreevy           | 18 de novembre de 1994 | 15 de desembre de 1994 |        | Fianna Fáil           |
| 27.                                                   | Richard Bruton             | 15 de desembre de 1994 | 26 de juny de 1997     |        | Fine Gael             |
| 28.                                                   | Mary Harney                | 26 de juny de 1997     | 12 de juliol de 1997   |        | Progressive Democrats |
| Ministre d'Empresa, Comerç i Feina 1997–2010          |                            |                        |                        |        |                       |
| Núm.                                                  | Nom                        | Mandat                 | Mandat                 | Partit | Partit                |
|                                                       | Mary Harney                | 12 de juliol de 1997   | 29 de setembre de 2004 |        | Progressive Democrats |
| 29.                                                   | Micheál Martin             | 29 de setembre de 2004 | 7 de maig de 2008      |        | Fianna Fáil           |
| 30.                                                   | Mary Coughlan              | 7 de maig de 2008      | 23 de març de 2010     |        | Fianna Fáil           |
| Ministre d'Empresa, Comerç i Innovació 2010–2011      |                            |                        |                        |        |                       |
| Núm.                                                  | Nom                        | Mandat                 | Mandat                 | Partit | Partit                |
| 31.                                                   | Batt O'Keeffe              | 23 de març de 2010     | 20 de gener de 2011    |        | Fianna Fáil           |
| 32.                                                   | Mary Hanafin               | 20 de gener de 2011    | 9th de març de 2011    |        | Fianna Fáil           |
| Ministre de Treball, Empresa i Innovació 2011–present |                            |                        |                        |        |                       |
| Núm.                                                  | Nom                        | Mandat                 | Mandat                 | Partit | Partit                |
|                                                       | Richard Bruton (2n cop)    | 9 de març de 2011      | en el càrrec           |        | Fine Gael             |